# Michael G. Coney
Michael Greatrex Coney (Birmingham, 28 september 1932 - Saanichton, 4 november 2005) was een Engels schrijver van sciencefictionboeken en -verhalen.

## Biografie
Michael G. Coney werd geboren in 1932 in Birmingham, Engeland. Samen met zijn vrouw Daphne hield hij drie jaar een pub open in Engeland en gedurende drie jaar een hotel in Antigua. In 1972 verhuisde hij naar Canada waar hij werkte voor de Financial Services in de B.C. Forest Service. In 1969 werden zijn eerste korte verhalen gepubliceerd en in 1972 volgde zijn eerste roman Mirror Image. Zijn roman Brontomek! werd in 1976 bekroond met de BSFA Award en zijn novelette Tea and Hamsters werd in 1995 genomineerd voor de Nebula Award. 
Veel van de verhalen en boeken van Coney gaan over gewone mensen die buiten hun wil om, in gevaarlijke situaties verzeild geraken. In veel gevallen slagen de hoofdpersonages er in om superieure krachten te ontwikkelen. Veel van Coney’s verhalen waren gerelateerd aan toen hedendaagse thema’s, zoals zijn eerste roman Mirror Image gerelateerd was aan de koude oorlog in de jaren zeventig. Zijn latere meest succesvolle werk speelt zich meestal af in dystopische toekomsten.
Coney overleed op 73-jarige leeftijd aan de gevolgen van longvlieskanker.

### Romans
- Mirror Image, 1972 (nl: In strijd met de waarheid)
- Syzygy, 1973
- Friends Come in Boxes, 1973
- The Hero of Downways, 1973
- Winter's Children, 1974
- Monitor Found in Orbit, 1974
- The Jaws that Bite, the Claws that Catch, 1974. (onder de titel The Girl with a Symphony in her Fingers uitgebracht in Groot-Brittannië)
- Hello Summer, Goodbye (ook uitgebracht onder de titel Rax in USA en de titel Pallahaxi Tide in Canada), 1975
- Charisma, 1975 (nl: Charisma)
- Brontomek!, 1976 (nl: De stalen beesten)
- The Ultimate Jungle, 1979
- Neptune's Cauldron, 1981
- Cat Karina, 1982
- The Celestial Steam Locomotive, 1983
- Gods of the Greataway, 1984
- Fang, the Gnome, 1988
- King of the Scepter'd Isle, 1989
- A Tomcat Called Sabrina, 1992
- No Place for a Sealion, 1992
- I Remember Pallahaxi, 2007 (vervolg op Hello Summer, Goodbye — postuum gepubliceerd)
- Mehitabel's Memories [Peninsula], (nv) Spectrum SF July 2001 [Number 6]

### Novelles
- The Angel of Marsh End, 1995
- Bartholomew & Son (and the Fish-Girl), 1975
- Beneath Still Waters, 1971
- Bulldog Drummond and the Grim Reaper, 1996
- Catapult to the Stars, 1977
- The Cinderella Machine, 1976
- Die, Lorelei [Joe Sagar], 1993
- Discover a Latent Moses, 1970
- The Girl With a Symphony in Her Fingers, 1974
- Hold My Hand, My Love!, 1971
- The Most Ancient Battle, 1996
- The Never Girl [fix-up: Friends Come in Boxes, Gollancz, 1975], 1973
- Oh, Valinda!, 1972
- Poppy Day, 2001
- The Small Penance of Lady Disdain, 1994
- Snow Princess, 1971
- Tea and Hamsters, 1995
- The Tertiary Justification, 1972
- Those Good Old Days of Liquid Fuel, 1976
- The Trees of Terpsichore Three, 2002
- Werewolves in Sheep's Clothing, 1996
- A Woman and Her Friend, 1973

### Korte verhalen
- Belinda's Mother, 1996
- The Bridge of the Scraw, 1973
- The Bucca, 1994
- The Byrds, 1983
- Catnap, 1997
- Dorothy Past and Present, 1998
- An Entry in the Galactic Wildlife Encyclopedia, Copyright 2046, 1990
- Esmeralda, 1972
- The Gateway to Now, 1974
- The Hand of Fair Lysette, 1997
- The Hollow Where, 1971
- The Hook, the Eye and the Whip, 1974
- In Search of Professor Greatrex, 1978
- A Judge of Men, 1969
- Just an Old-Fashioned War Story, 1977
- The Manya, 1973
- Memories of Gwynneth (als Jennifer Black), 1986
- The Mind Prison, 1971
- Monitor Found in Orbit, 1971
- Penny on a Skyhorse, 1979
- R26/5/PSY and I, 1969
- The Sharks of Pentreath, 1971
- Shout of the Storm Riders, 1996
- Sixth Sense, 1969
- Sophie's Spyglass, (ss) F&SF February 1993 the USS
- Sparklebugs, Holly and Love, 1977
- Starthinker 9, 1976
- The Summer Sweet, the Winter Wild, 1980
- Susanna, Susanna! [inc. in Charisma], 1972
- Suspicion, 2000
- Symbiote, 1969
- Thank You for the Music, 1984
- Trading Post, 1976
- Troubleshooter, 1970
- The True Worth of Ruth Villiers, 1970
- Ultimatumbra, 1969
- The Unsavory Episode of Mrs. Hector Powell-Challenger, 1974
- What Are Little Girls Made Of?, 1998
- Whatever Became of the McGowans?, 1970